# نیپون برادکستینگ
نیپون برادکستینگ (انگلیسی: Nippon Broadcasting) شرکت رسانه‌ای ژاپنی است، که در سالز۲۰۰۶ تأسیس شد.